# Зельманов, Аркадий Владимирович
Аркадий Владимирович Зельманов (7 июня 1922, Иркутск — 21 мая 1991, Новосибирск) — советский работник киноиндустрии, основатель и первый руководитель студии «Новосибирсктелефильм» (1959—1987), заслуженный работник культуры РСФСР (1983).

## Биография
Родился 7 июня 1922 года в Иркутске. Обучался в Свердловском военном училище (1939—1941). Во время Великой Отечественной войны находился в составе действующей армии (до октября 1943 года).
Учился в Высшей школе контрразведки МГБ, которую окончил в 1944 году. С декабря 1944 года до июля 1947 года проходил спецкомандировку в Польше.
После демобилизации был назначен в июне 1948 года начальником отдела кадров кожевенно-обувного комбината имени Эйчукявичеса (Литовская ССР). В марте 1951 года по решению Вильнюсского горкома ВКП(б) утверждён директором Центрального парка культуры и отдыха Литовской ССР.
С июля 1956 года жил в Новосибирске. В 1957 году занял должность заместителя директора Новосибирского телевидения. В 1963 году окончил Московский всесоюзный юридический институт (факультет правоведения).
В конце 1950-х годах стал основателем и руководителем творческого объединения при Новосибирской студии ТВ (будущий «Новосибирсктелефильм»). Инициировал создание возле телецентра одного из крупнейших в Советском Союзе телевизионных кинокомплексов, введённых в 1960-х годах.
Будучи директором киностудии, Зельманов, помимо ежедневных административно-хозяйственных вопросов, активно занимался и работой над фильмами, писал сценарии и редактировал многие кинокартины. Каждый год его творческая команда для всесоюзного экрана производила более десятка черно-белых и цветных фильмов (детских, музыкальных, документальных и короткометражных художественных), многие из которых удостаивались призов на зональных, всероссийский, всесоюзных и международных фестивалях.
Состоял в Союзе кинематографистов (1969) и Союзе журналистов (1973). На протяжении 20 лет входил в Правление Западно-Сибирского отделения Союза кинематографистов СССР.
1 февраля 1987 года вышел на пенсию.
Похоронен на Заельцовском кладбище (квартал 63).

## Награды
Медали Великой Отечественной войны, «За Варшаву», «За Одер и Ниссу», «За победу и освобождение», также юбилейные медали; ордена Польской Народной Республики: «Кавалер креста и ордена возрождения Польши», два «Креста заслуг», награда Грюнвальда.
21 июля 1983 года получил звание заслуженного работника культуры РСФСР.